# Kitulo Nationalpark
Kitulo Nationalpark er et botanisk beskyttelsesområde i højlandet i det sydlige Tanzania. Parken dækker et område på 412,9 km² og ligger dels i Mbeya-regionen, dels Iringa-regionen. Værneområdet omfatter Kitulo Plateau og den tilstødende Livingstone Forest. Parken er administreret af Tanzania National Parks (TANAPA), og er den første nationalpark i det tropiske Afrika, oprettet primært for beskyttelse af sin flora.
Den lokale befolkning omtaler Kitulo som Bustani ya Mungu' (Guds have), mens botanikere  betegner den som  et Serengeti af blomster.
Beskyttelsen af Kiitulos unikke flora blev først foreslået af Wildlife Conservation Society (WCS), som et tiltag mod den voksende internationale handel med orkide-løg og øget jagt- og hugstaktivitet i den omkringliggende skov. Tanzanias præsident Benjamin Mkapa kundgjorde oprettelsen af Kitulo nationalpark i 2002. Parken blev formelt oprettet i 2005 og blev Tanzanias 14. nationalpark. Fremtidige forslag fra TANAPA går ud på udvidelse af parken til at omfatte den tilstødende Mount Rungwe Forest.
I 2005 opdagede feltarbejdere fra WCS en ny art af aber i og omkring Mount Rungwe 
og i Livingstone skovområde af nationalparken. Oprindelig kendt af lokalbefolkningen som mangabey, senere blev navnet ændret til sit tanzanianske navn på swahili, som er kipunji. Den er en af de 25 mest truede arter af aber i verden.

## Eksterne kilder og henvisninger
1. ↑  "Tanzania's New National Park Protects Edible Orchids". Environment News Service. 21. marts 2002. Arkiveret fra originalen 7. januar 2019. Hentet 29. november 2011.
2. ↑  "Tasty orchids are selling like hotcakes in Tanzania". Mail and Guardian Online. 6. marts 2003.
3. ↑  "New Primate Discovered In Mountain Forests Of Tanzania". sciencedaily.com. 29. maj 2005.
4. ↑  "25 Most Endangered Primates: The Kipunji". Primate Specialist Group. Arkiveret fra originalen 27. juli 2011. Hentet 2011-03-11.

- KituloArkiveret 20. september 2012 hos  Wayback Machine, Tanzania National Parks website

9°05′S 33°50′Ø / 9.083°S 33.833°Ø